# Postamt (Rendsburg)

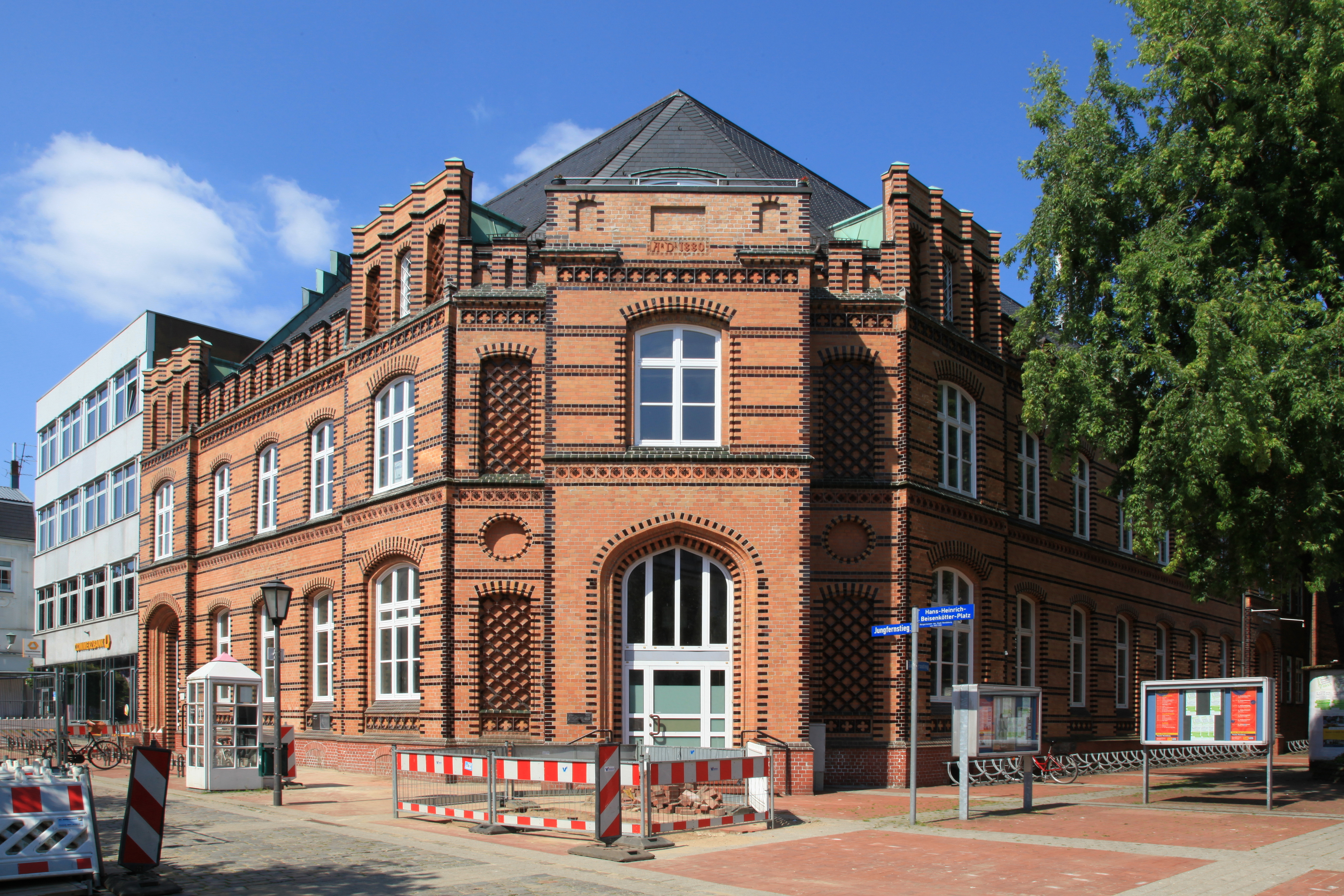
Ehemaliges Post- und Telegrafenamt

Das ehemalige Post- und Telegrafenamt, erbaut 1879–1881, ist ein Kulturdenkmal beim Stadttheater und befindet sich in Rendsburg am Jungfernstieg 5a.

## Geschichte
August Kind, der Technischen Bauabteilung im Reichspostamt vorstehend, hatte den Auftrag, für ein neues Postamt in Rendsburg. Über dessen Bedarf hatte sich Heinrich Stephan bereits 1876 vor Ort überzeugt. Nach der Bereitstellung der Grundstücke war Ende 1877 ein vom Reichspostamt aufgestellter Grundrissentwurf von der Oberpostdirektion in Kiel akzeptiert worden.
Im Dezember 1877 erging der Auftrag, einen ausführlichen Bauentwurf zu erarbeiten, der sich quasi an dem Plan für das Postamt in Stolp orientieren sollte, wobei „selbstredend durch den Grundrißplan zum Rendsburger Bau bedingte Änderungen vorzunehmen“ sind. Beim Vergleich beider Postamtsbauten zeigt sich, dass mit Ausnahme einer verlängerten Seitenfassade in Rendsburg keine Unterschiede bestehen. Im Mai 1878 begann der Neubau in der Regie des Regierungsbaumeisters Wegener, im November 1878 die Richtfeier und am 1. Juni 1881 die Einweihung.

## Gebäude
Der Postbau zu Hildesheim war stilprägend für eine Reihe von späteren Postbauten, wie z. B. Stolp, Rendsburg, Lübeck, Neubrandenburg, Köslin, Lüneburg, Frankfurt an der Oder und weiteren.
Der markante Bau im Zentrum der Stadt ist in den Jahren 1879 bis 1881 als Post- und Telegrafenamt errichtet worden. Das Gebäude präsentiert sich im einheitlichen Stil für Regierungsgebäude der damaligen preußischen Bauverwaltung. Ins Auge fallen der in kräftigem Rot gebrannte Ziegel und die dekorativen Backsteinmuster an Fenstern und Tür.
In dem Gebäude war nach dem Zweiten Weltkrieg die Deutsche Bundespost untergebracht, von Anfang der 1980er Jahre bis 2012 die Dresdner Bank. Seitdem standen große Teile leer. Heute befindet sich in dem Gebäude eine städtische Computerschule.